# 殺しのドレス
『殺しのドレス』（ころしのドレス、原題: Dressed to Kill）は、1980年に公開されたアメリカ合衆国のホラー映画、サスペンス映画。ホラーとエロスを題材にしている。監督のブライアン・デ・パルマは、アルフレッド・ヒッチコックによる映画『サイコ』の影響を受けて本作を製作した、とされる。原題の『Dressed to kill』は、「魅力に溢れる、とても素敵な、女性が男性を悩殺するような服装をしている」を意味する言い回し。

## ストーリー
夫マイクとの性生活に不満を抱えていたケイトは、精神分析医であるエリオットによるカウンセリングを受けた帰りに立ち寄った美術館の中である男と出会い、情事に及ぶ。しかしその帰り、彼女は建物内のエレベーターの中で、何者かに刃物でめった刺しにされて殺された。それを偶然目撃してしまった娼婦リズは、ケイトの息子ピーターと協力し、事件の謎を追う。

## キャスト
| 役名                 | 俳優                       | 日本語吹替                                                         | 日本語吹替                                                                                         | 日本語吹替                                              |
| 役名                 | 俳優                       | TBS版                                                              | テレビ朝日版                                                                                       | DVD版                                                   |
| -------------------- | -------------------------- | ------------------------------------------------------------------ | -------------------------------------------------------------------------------------------------- | ------------------------------------------------------- |
| ロバート・エリオット | マイケル・ケイン           | 金内吉男                                                           | 羽佐間道夫                                                                                         | 銀河万丈                                                |
| ケイト・ミラー       | アンジー・ディキンソン     | 武藤礼子                                                           | 沢田敏子                                                                                           | 寺内よりえ                                              |
| リズ・ブレーク       | ナンシー・アレン           | 小宮和枝                                                           | 高島雅羅                                                                                           | 日野由利加                                              |
| ピーター・ミラー     | キース・ゴードン           | 三ツ矢雄二                                                         | 塩屋翼                                                                                             | 結城比呂                                                |
| マリーノ刑事         | デニス・フランツ           | 飯塚昭三                                                           | 池田勝                                                                                             | 星野充昭                                                |
| リヴィ医師           | デヴィッド・マーギュリーズ | 嶋俊介                                                             | 吉水慶                                                                                             | 秋元羊介                                                |
| その他               |                            | 小出和明 秋元千賀子 小林通孝 田中亮一 安西正弘 桜本晶弘 向殿あさみ | 秋元羊介 竹口安芸子 さとうあい 有本欽隆 千田光男 牛山茂 沢木郁也 二又一成 島田敏 桜井敏治 大塚明夫 | 坂東尚樹 佐藤美智子 武田佳子 土井隆彦 山野井仁 平川大輔 |
|                      |                            |                                                                    | |                                                         |
| 演出                 |                            | 水本完                                                             | 蕨南勝之                                                                                           | 菊田浩巳                                                |
| 翻訳                 |                            | 額田やえ子                                                         | たかしまちせこ                                                                                     | 永井美和子                                              |
| 調整                 |                            | 兼子芳博                                                           | 兼子芳博                                                                                           | VOX                                                     |
| 効果                 |                            | 南部光庸 大橋勝次                                                  | リレーション                                                                                       |                                                         |
| 選曲                 |                            | 河合直                                                             | |                                                         |
| 制作                 |                            | ザック・プロモーション                                             | 東北新社                                                                                           | コスモプロモーション                                    |
| 初回放送             |                            | 1983年1月10日 『月曜ロードショー』 正味約95分                      | 1991年2月24日 『日曜洋画劇場』 正味約105分                                                         | 1998年7月25日 発売のDVDに初収録                         |

※2019年2月2日に株式会社ニューラインより発売された4Kレストア版Blu-ray（販売元：株式会社ハピネット・メディアマーケティング）では、DVD版に加え、TBS版とテレビ朝日版の吹替音声が収録されている。